# القضايا البيئية في لبنان

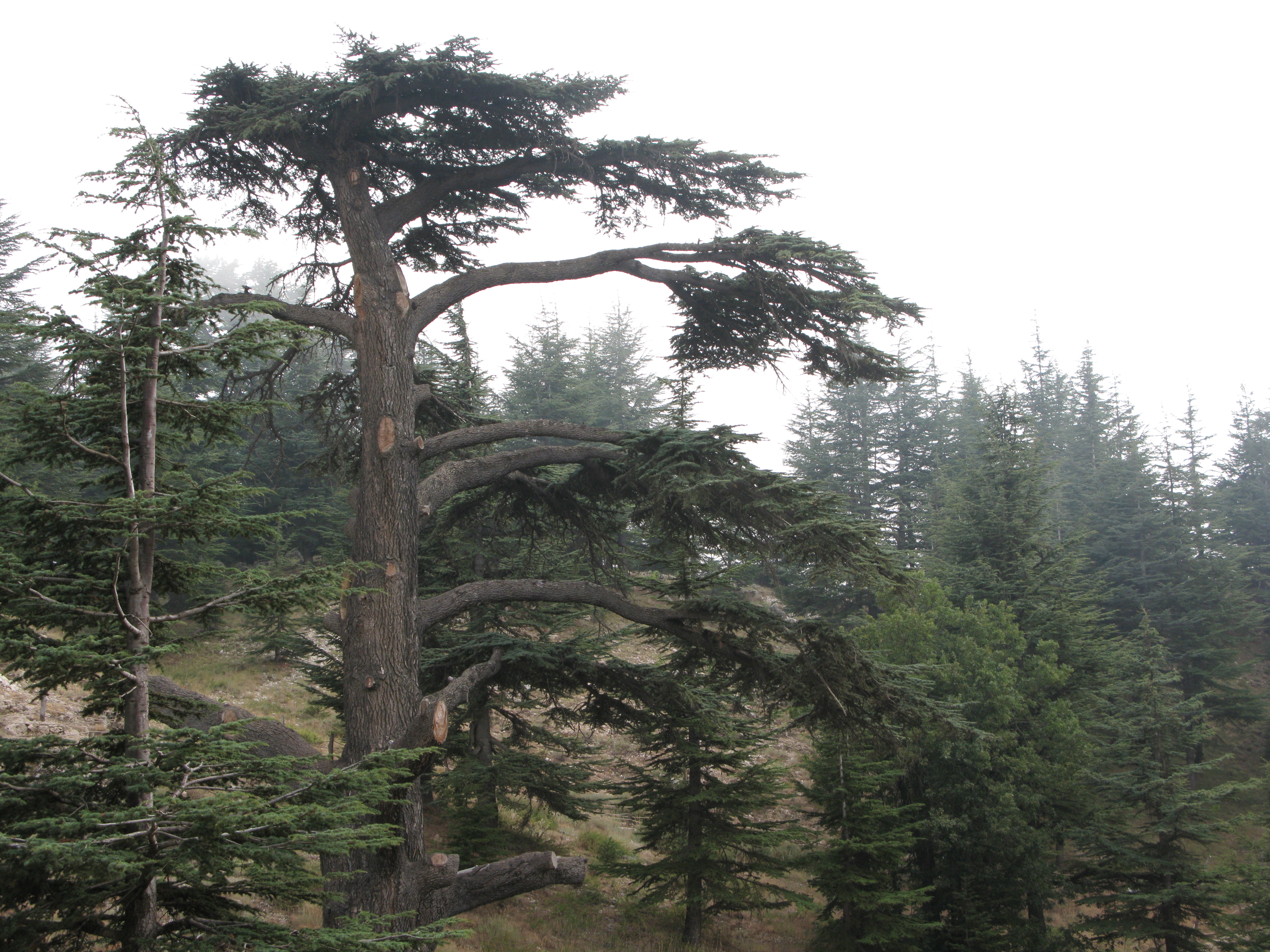
شجرة الأرز اللبنانية هي الشعار الوطني للبنان.

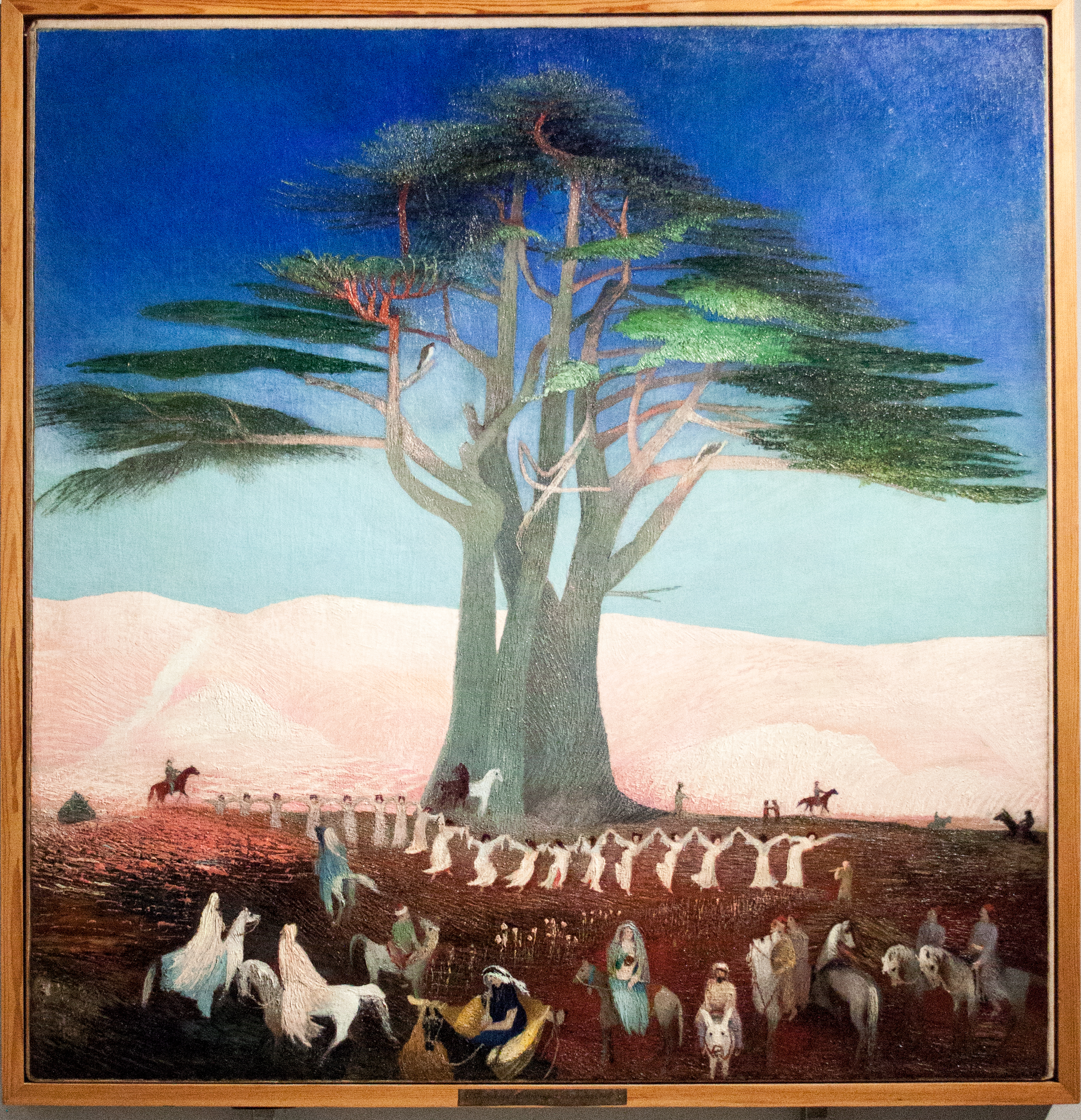
"الحج إلى أرز لبنان" - لوحة للرسام المجري سونتفاري كوسزتكا تيفادار

في العصور القديمة كان لبنان مغطى بغابات واسعة من أشجار الأرز الشعار الوطني للبلاد. لقد أدت آلاف السنين من إزالة الغابات إلى تغيير علم المياه في جبل لبنان وتغيير المناخ الإقليمي بشكل سلبي. واعتبارًا من عام 2012 غطت الغابات 13.4٪ من مساحة الأراضي اللبنانية؛ وهي معرضة باستمرار لخطر حرائق الغابات الناجمة عن موسم الصيف الجاف الطويل.

## المحميات الطبيعية
نتيجة للاستغلال الطويل الأمد لم يتبق سوى عدد قليل من أشجار الأرز القديمة في جيوب الغابات في لبنان ولكن هناك برنامج نشط للحفاظ على الغابات وتجديدها. لقد ركز النهج اللبناني على التجديد الطبيعي بدلاً من الزراعة من خلال خلق الظروف المناسبة للإنبات والنمو. أنشأت الدولة اللبنانية عدة محميات طبيعية تحتوي على الأرز منها محمية الشوف للمحيط الحيوي ومحمية أرز جاج ومحمية أرز تنورين ومحميتي أمواج وكرم شباط في قضاء عكار وغابة أرز الله قرب بشري. حصل لبنان على متوسط درجة 3.76/10 في مؤشر سلامة المناظر الطبيعية للغابات لعام 2019 مما جعله في المرتبة 141 عالميًا من بين 172 دولة.

## زيادة الغطاء الحرجي
في عام 2010 وضعت وزارة البيئة خطة مدتها عشر سنوات لزيادة الغطاء الحرجي الوطني بنسبة 20% وهو ما يعادل زراعة مليوني شجرة جديدة كل عام. افتتحت الخطة التي مولتها الوكالة الأمريكية للتنمية الدولية (USAID) ونفذتها دائرة الغابات الأمريكية (USFS) بناء على مبادرة إعادة التحريج في لبنان (LRI). وفي عام 2011 نتيجة لزراعة الأرز والصنوبر واللوز البري والعرعر والتنوب والبلوط وغيرها من الشتلات في عشر مناطق حول لبنان. واعتبارًا من عام 2016 غطت الغابات 13.6% من مساحة لبنان ومثلت الأراضي الحرجية الأخرى 11% أخرى. فمنذ عام 2011 قاموا بزراعة أكثر من 600 ألف شجرة بما في ذلك أشجار الأرز وأنواع محلية أخرى، في جميع أنحاء البلاد كجزء من مبادرة إعادة التحريج في لبنان (LRI).
يحتوي لبنان على منطقتين بيئيتين أرضيتين: غابات الصنوبريات ذات الأوراق العريضة الصلبة في شرق البحر الأبيض المتوسط وغابات الصنوبريات الجبلية المتساقطة الأوراق في جنوب الأناضول.

## أزمة النفايات
تعاني بيروت وجبل لبنان من أزمة نفايات حادة. وذلك بعد إغلاق مكب برج حمود في عام 1997 حيث افتتحت الحكومة مكب الناعمة في عام 1998. وكان من المقرر أن يحتوي مكب الناعمة على مليوني طن من النفايات لفترة محدودة لا تتجاوز ست سنوات. وقد صمم هذا الحل ليكون حلاً مؤقتًا، في حين كان من المقرر أن تقوم الحكومة بإعداد خطة طويلة الأمد. وبعد ستة عشر عاماً ظل معمل الناعمة مفتوحاً وتجاوز طاقته الاستيعابية بنحو 13 مليون طن. لذا في يوليو/تموز 2015 أجبر سكان المنطقة -الذين كانوا يحتجون بالفعل في السنوات الأخيرة- على إغلاق مكب النفايات. إن عدم كفاءة الحكومة فضلاً عن الفساد داخل شركة إدارة النفايات سوكلين المسؤولة عن إدارة القمامة في لبنان، أدى إلى تراكم أكوام القمامة التي تسد الشوارع في جبل لبنان وبيروت.

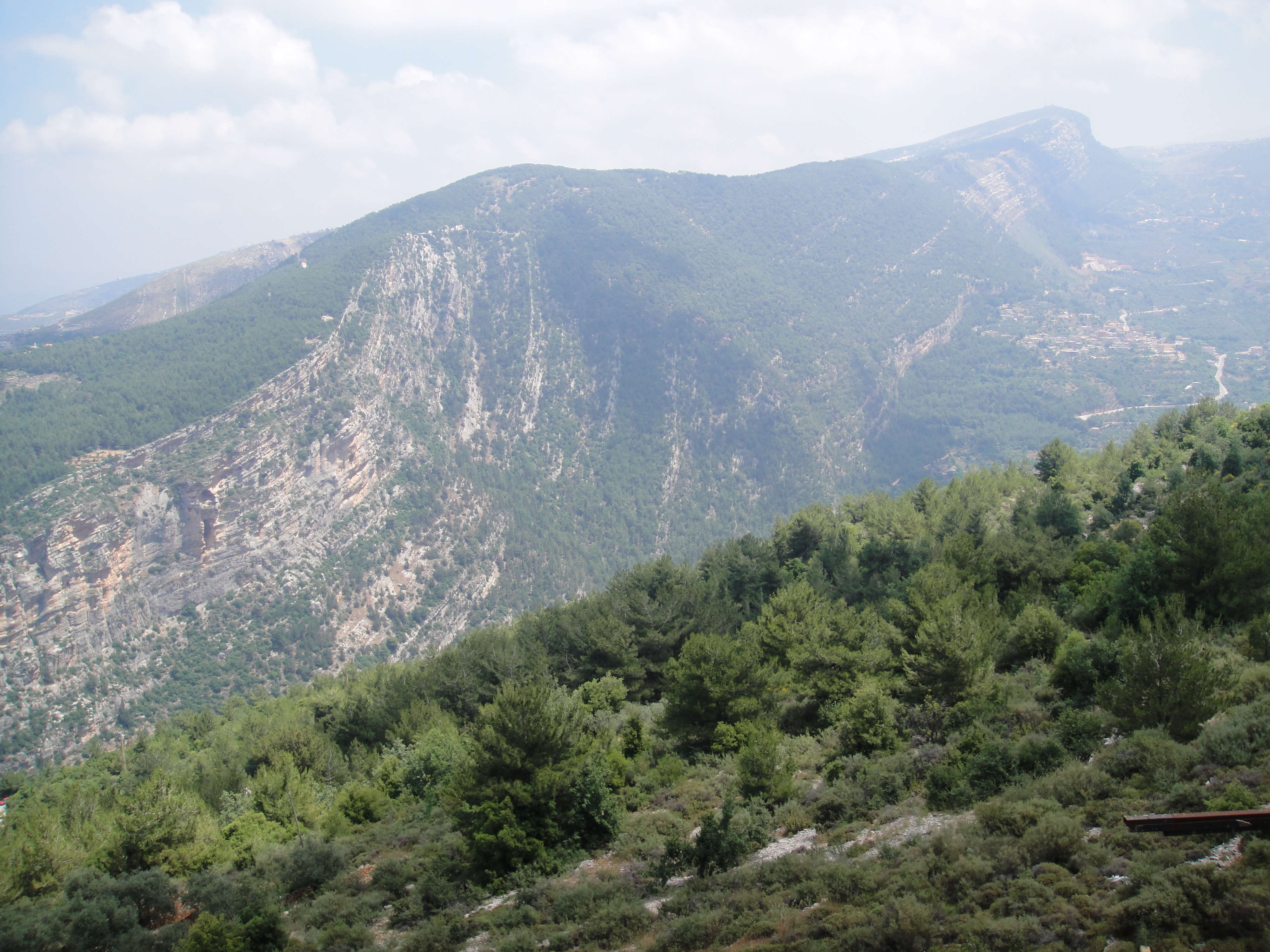
جبل لبنان هو سلسلة جبلية في لبنان. يبلغ متوسط ارتفاعه أكثر من 2500 متر (8200 قدم).

### الحلول
في ديسمبر/كانون الأول 2015 وقعت الحكومة اللبنانية اتفاقية مع شركة شينوك للتعدين الصناعي -المملوكة جزئيا لشركة شينوك ساينسز- لتصدير أكثر من 100 ألف طن من النفايات غير المعالجة من بيروت والمناطق المحيطة بها. وتراكمت النفايات في مواقع مؤقتة بعد أن أغلقت الحكومة أكبر موقع لدفن النفايات في المقاطعة قبل خمسة أشهر. وقع العقد بشكل مشترك مع شركة هاوا الدولية التي لديها مكاتب في هولندا وألمانيا. وتشير التقارير إلى أن قيمة العقد تبلغ 212 دولارا للطن. يجب فرز النفايات المضغوطة والمعدية وقد قدرت الكمية الكافية لملء 2000 حاوية. وقد نفى الدبلوماسيون التقارير الأولية التي تفيد بأنه كان من المقرر تصدير النفايات إلى سيراليون.
في فبراير 2016 انسحبت الحكومة من المفاوضات بعد أن كشف عن أن الوثائق المتعلقة بتصدير القمامة إلى روسيا كانت مزورة. وفي 19 آذار 2016 أعادت الحكومة فتح مكب الناعمة لمدة 60 يوماً، وذلك تنفيذاً لخطة أقرتها قبل أيام قليلة لإنهاء أزمة النفايات. وتتضمن الخطة أيضاً إنشاء مكبين للنفايات في برج حمود وكوستا برافا شرقي وجنوبي بيروت على التوالي. فبدأت شاحنات سوكلين بإزالة أكوام النفايات من الكرنتينا والتوجه إلى الناعمة. وأعلن وزير البيئة محمد المشنوق خلال حوار مع ناشطين أنه جمع أكثر من 8 آلاف طن من النفايات حتى تلك اللحظة خلال 24 ساعة فقط ضمن خطة الحكومة للنفايات. وكان تنفيذ الخطة مستمرا في التقرير الأخير. في عام 2017 وجدت هيومن رايتس ووتش أن أزمة النفايات في لبنان وحرق النفايات في الهواء الطلق على وجه الخصوص يشكل خطراً صحياً على السكان وينتهك التزامات الدولة بموجب القانون الدولي.
في سبتمبر/أيلول 2018، أقر البرلمان اللبناني قانوناً يحظر التخلص من النفايات وحرقها في العراء. رغم العقوبات المقررة في حال المخالفة، تقوم البلديات اللبنانية بحرق النفايات علناً، مما يعرض حياة الناس للخطر. في أكتوبر/تشرين الأول 2018، شهد باحثو هيومن رايتس ووتش حرقًا مفتوحًا لمكبات النفايات في القنطرة وقبريخا .  اندلعت ليل الأحد 13 تشرين الأول/أكتوبر 2019 سلسلة من الحرائق في غابات لبنان، بلغت نحو 100 حريق بحسب الدفاع المدني اللبناني ، وامتدت على مساحات واسعة من غابات لبنان. وأكد رئيس الوزراء اللبناني سعد الحريري اتصالاته مع عدد من الدول لإرسال المساعدات عبر المروحيات وطائرات الإطفاء،  وشاركت في مكافحة الحرائق قبرص والأردن وتركيا واليونان. وبحسب التقارير الصحفية الصادرة يوم الثلاثاء (15 أكتوبر)، فقد انخفضت الحرائق في أماكن مختلفة بسبب الأمطار.  لقد أدت الأزمة الاقتصادية المستمرة في لبنان إلى نقص الكهرباء، مما دفع إلى زيادة الاعتماد على مولدات الديزل وبالتالي المساهمة في التدهور البيئي والمخاطر الصحية. لقد أدى نقص الطاقة إلى زيادة تلوث مصادر المياه. أدى تدهور البنية التحتية، الذي اتسم بتسرب مياه الصرف الصحي إلى مياه الشرب، إلى ظهور مخاوف صحية كبيرة، بما في ذلك زيادة حالات التهاب الكبد الوبائي أ . وتعاني الخدمات الصحية، التي تعاني من نقص في القوى العاملة بسبب الهجرة، من صعوبات بالغة وسط أزمة صحية عامة متنامية. 

### حرق النفايات
في سبتمبر/أيلول 2018 أقر البرلمان اللبناني قانوناً يحظر التخلص من النفايات وحرقها في العراء. رغم العقوبات المقررة في حال المخالفة تقوم البلديات اللبنانية بحرق النفايات علناً مما يعرض حياة الناس للخطر. وفي أكتوبر/تشرين الأول 2018 شهد باحثو هيومن رايتس ووتش حرقًا مفتوحًا لمكبات النفايات في القنطرة وقبريخا.

## أزمات متتالية

### حرائق الغابات
اندلعت ليل الأحد 13 تشرين الأول/أكتوبر 2019 سلسلة من الحرائق في غابات لبنان بلغت نحو 100 حريق بحسب الدفاع المدني اللبناني وامتدت على مساحات واسعة من غابات لبنان. وأتت على مساحات كبيرة من الغابات والمناطق السكنية في كل من منطقة الشوف وإقليم الخروب بيروت. ومن ثم توسعت لاحقا لتشمل مناطق أخرى، فيما أتت النيران على أربعة منازل وأحرقتها بالكامل. ووُجه السكان نحو إخلاء منازلهم خوفا من الاختناق وفقدان حياتهم. وأفادت الأخبار بمقتل مدني على الأقل في منطقة الشوف أثناء تطوعه لمساعدة فرق الإطفاء على إخماد حريق. وبلغت كثافة سحب الدخان جراء الحرائق حد تغطية مداخل بيروت والشوف وصيدا.
وأكد رئيس الوزراء اللبناني سعد الحريري اتصالاته مع عدد من الدول لإرسال المساعدات عبر المروحيات وطائرات الإطفاء، وشاركت في مكافحة الحرائق قبرص والأردن وتركيا واليونان. وبحسب التقارير الصحفية الصادرة يوم الثلاثاء (15 أكتوبر)، فقد انخفضت الحرائق في أماكن مختلفة بسبب الأمطار.
وفق التقارير الأولية ذكر خبراء الرصد الجوي أن الحرائق بدأت مساء يوم الأحد 13 أكتوبر، بسبب ارتفاع درجات الحرارة التي بلغت 38 درجة مئوية وهبوب رياح جافة ساعدت في تأجيج النيران في الغابات والمساحات الخضراء. لكن العديد من المسؤولين أفادوا أنه من السابق لأوانه معرفة أسباب الحرائق، وأن ذلك سيخضع للتحقيقات.

### أزمة الكهرباء
لقد أدت الأزمة الاقتصادية المستمرة في لبنان إلى نقص الكهرباء مما دفع إلى زيادة الاعتماد على مولدات الديزل وبالتالي المساهمة في التدهور البيئي والمخاطر الصحية. كما قد أدى نقص الطاقة إلى زيادة تلوث مصادر المياه.
كما حدث على مستوى البلاد انقطاع مستمر للتيار الكهربائي في جميع أنحاء لبنان بدأ في 17 أغسطس 2024 بسبب نفاد احتياطيات الوقود لشركة كهرباء لبنان الحكومية لمحطات الطاقة الخاصة بها وأدى الانقطاع إلى نقص واسع النطاق في المياه بسبب عدم قدرة شركات المياه اللبنانية على ضخ المياه بكميات فعالة، فضلاً عن توقف العديد من المؤسسات الأساسية في جميع أنحاء لبنان بما في ذلك أنظمة معالجة مياه الصرف الصحي والموانئ والمطارات السجون.

### الأزمة الصحية
أدى تدهور البنية التحتية الذي اتسم بتسرب مياه الصرف الصحي إلى مياه الشرب إلى ظهور مخاوف صحية كبيرة بما في ذلك زيادة حالات التهاب الكبد الوبائي أ. وتعاني الخدمات الصحية التي تعاني من نقص في القوى العاملة بسبب الهجرة من صعوبات بالغة وسط أزمة صحية عامة متنامية.